# 고루채 전투
고루채 전투(高樓寨之戰)는 1865년에 산동성 조주의 고루채에서 벌어진 하르친 군왕 보르지기트 셍게린첸(僧格林沁)이 이끄는 청나라군과 장종우, 임주, 뇌문광, 범여증 등이 이끄는 염군과의 전투이다.

## 전초전
보르지기트 셍게린첸 군은 일단 태평천국의 이개방, 임봉상의 북벌군을 괴멸시키고, 염군 묘패림군을 무찌른 청나라의 정예 부대였다. 그러나 군기가 흐트러지고 있었으며, 화북 민중의 원한을 사고 있었다.
1864년 12월, 보르지기트 셍게린첸은 익장(翼長) 항령, 성보, 부도통(副都統) 상성아 등을 이끌고 하북성 조양으로 진격했다. 그러나 염군에 의해 치수(滍水, 현재 사하)에 유인되어 항령, 영총(營総) 보청, 부도통 서륜보가 전사했다. 보르지기트 셍게린첸은 분노했고, 염군을 맹추격했다. 3월 29일, 염군이 하남성에서 산동성으로 가자 보르지기트 셍게린첸 군도 추격을 했다. 그러나, 너무 갑작스런 진군이었기 때문에 후방의 보급 부대가 따라오지 못했고, 병사들은 굶주림과 피로에 시달렸다. 염군은 4월 9일 산동성에 들어갔다가, 5월 10일에 대운하를 건너 판현 남쪽의 나가루(羅家樓)에 진출했다. 이때 보르지기트 셍게린첸 군은 밤낮을 가리지 않고 염군을 수색했지만 찾을 수 없었고, 피로가 누적되고 있었다.

## 전투
5월 18일, 보르지기트 셍게린첸 군은 고루채로 나아갔지만, 염군은 고루채 북쪽 마을에 군사를 매복시키고 있었다. 정오에 임주가 이끄는 염군이 포위하고 공격했기 때문에 보르지기트 셍게린첸은 군사를 삼분하여 이에 맞섰다. 익장 낙림비륵(諾林丕勒), 부도통 토롬부(Torombu, 托倫布)의 기병대와 총병 진국서, 하건오의 보병대가 서쪽을, 부도통 성보, 우루투나슨(烏爾図那遜)의 기병대와 총병 곽보창의 보병대가 동쪽을, 부도통 상성아, 온덕륵극서의 기병대가 가운데를 맡았다. 장종우· 뇌문광· 임주도 군사를 삼분하여 맞섰다.
염군 서로군은 패퇴했고, 진국서, 하건오는 승리를 틈타 추격했지만, 염군 중로의 기병은 상성아를 깨고 서로군과 함께 진국서, 하건오를 협공했다. 이렇게 20시경 보르지기트 셍게린첸 군은 괴멸되었다. 염군은 백성들을 이용하여 도랑을 파게 했기 때문에, 보르지기트 셍게린첸 군의 기병은 도랑을 넘지 못한 것이다.
한편, 염군의 기병은 말에서 내려 보병이 되어 보르지기트 셍게린첸 군을 습격했기 때문에 7천 명 (일설에는 9천 명)의 청군은 괴멸되었고, 내각학사 전순, 총병 하건오, 액이경액(額爾経厄)이 전사했다. 보르지기트 셍게린첸과 소수의 기병은 다음날 밤에 북경을 향해 피해 달아났지만, 오가점(呉家店) 숲속에서 염군 병사들에게 발견되어 죽임을 당했다.

## 결과
이 전쟁으로 청나라는 만주족, 몽골족으로 이루어진 팔기군의 정예 병력을 잃었다. 보르지기트 셍게린첸의 사후 직례성, 산동성, 하남성의 군무는 증국번이 취하게 되었다. 청나라군 권한은 점차 증국번과 이홍장 이끄는 상군과 회군의 것이 되어 갔다.